# Constantino Urbieta Sosa
Constantino Urbieta Sosa (Asunción, 12 agosto 1907 – Avellaneda, 12 dicembre 1983) è stato un calciatore paraguaiano naturalizzato argentino, di ruolo centrocampista.